# Джерард О'Тоал
Джерард О'Тоал (О'Товтел) — ірландський дослідник, який займається питаннями критичної геополітики. Свою історію критична геополітика веде з 1992 р., коли була видана праця О'Товтела і Еґн'ю «Геополітика і дискурс: Геополітичні міркування в американській зовнішній політиці».
У своїй статті Джерард О'Товтел і Джон Еґн'ю відзначають, що геополітику не слід розглядати як якусь дисципліну, що займається вивченням сталих географічних факторів, які дозволяють націям артикулювати їх «вічні» і «об'єктивні» національні інтереси у світовій політиці. Концепції простору в традиційному, звичному розумінні настав кінець, стверджують вони, під впливом «постмодерністів».
Перш за все, Джерард О'Товтел і Джон Еґн'ю наполягають на тому, що «географія являє собою соціально-історичний дискурс, що тісно пов'язаний з питаннями політики та ідеології». Вони вважають, що геополітика, яка виникла на основі географії  — це наука,  вигадана тільки для того, щоб аналізувати стан світових сил на користь управління держав. «Геополітика, як і географія, ніколи не була природним, не дискурсивним феноменом, незалежним від ідеології і політики. Швидше геополітика  як дискурс, сама, є формою влади/знання». Виходячи з такого розуміння, вони дають наступне визначення «Геополітика повинна бути реконцептуалізована як дискурсивна практика, за допомогою якої інтелектуали державного управління „опросторюють“ державну політику так, щоб представити її як „світ“, який характеризується типами місць, людей і драм. У нашому розумінні, вивчення геополітики є вивченням „опросторювання“ міжнародної політики країнами ядра і державами-гегемонами, а також соціо-культурних ресурсів, за допомогою яких і пишуться географії міжнародної політики». Автори стверджують, що класична геополітика ніколи не носила формальний характер.
Представники критичного напряму заявляють, що в світі завжди існують держави, що володіють гегемонією і намагаються нав'язати свої геополітичні сценарії світовій спільноті.

## Вибрані книги
- G. Toal, Near Abroad: Putin, the West, and the Contest over Ukraine and the Caucasus Oxford University Press, 2017.
- G. Toal, C. Dahlman, Bosnia Remade: Ethnic Cleansing and its Reversal. Oxford University Press, 2011. ISBN 9780199730360.
- G. Ó Tuathail, S. Dalby and P. Routledge, The Geopolitics Reader. Second edition. Routledge, 2006.
- J. Agnew, K. Mitchell and G. Toal, eds. A Companion to Political Geography. Blackwell, 2004.
- S. Dalby and G. Ó Tuathail, eds., Rethinking Geopolitics. Routledge, 1998. ISBN 0415172500
- G. Ó Tuathail, S. Dalby and P. Routledge, The Geopolitics Reader. First edition. Routledge, 1998. ISBN 0415341477
- A. Herod, G. Ó Tuathail and S. Roberts, eds. An Unruly World? Geography, Globalization and Governance. Routledge, 1998.
- G. Ó Tuathail, Critical Geopolitics: The Politics of Writing Global Space. Minneapolis: University of Minnesota Press (Volume 6 in the Borderlines series) and London: Routledge, 1996. ISBN 0816626022.

## Подальше читання
- Hague, Euan (2004): Gearóid Ó Tuathail (Gerard Toal) in: Hubbard, Phil, Rob Kitchin and Gill Valentine (Eds.): Key thinkers on space and place. London: Sage Pubn Inc. pp. 226—230.
- Louis, Florian (2014). La géopolitique critique (Gearóid Ó Tuathail) in: Les grands théoriciens de la géopolitique. Presses universitaires de France, Paris, 2014, pp. 179—188.

### Іноземні переклади
- Geopolitik — zur Entstehungsgeschichte einer Disziplin. In: Reinhard Zeilinger u. a. (Redaktion), Geopolitik. Zur Ideologiekritik politischer Raumkonzepte. Promedia, Wien 2001, ISBN 3-85371-167-7, S. 9–28 (gekürzte und von Elisabeth Binder und Gerhard Hard ins Deutsche übersetzte Fassung des ersten Kapitels von Critical geopolitics. The politics of writing global space).
- Rahmenbedingungen der Geopolitik in der Postmoderne: Globalisierung, Informationalisierung und die globale Risikogesellschaft. In: Reinhard Zeilinger u. a. (Redaktion), Geopolitik. Zur Ideologiekritik politischer Raumkonzepte. Promedia, Wien 2001, ISBN 3-85371-167-7, S. 120—141.

1. ↑  Чеська національна авторитетна база даних